# Calyciphora
Calyciphora là một chi bướm đêm thuộc họ Pterophoridae.

## Các loài
- Calyciphora acarnella (Walsingham, 1898)
- Calyciphora adamas (Constant, 1895)
- Calyciphora albodactylus (Fabricius, 1794)
- Calyciphora golestanica Alipanah & Ustjuzhanin, 2005
- Calyciphora homoiodactyla (Kasy, 1960)
- Calyciphora marashella Zagulajev, 1986
- Calyciphora nephelodactyla (Eversmann, 1844)
- Calyciphora xanthodactyla (Treitschke, 1833)